# جبل معروف (المحابشة)

تعديل مصدري - تعديل

جبل معروف هي إحدى قرى عزلة حجر بمديرية المحابشة التابعة لمحافظة حجة، بلغ تعداد سكانها 726 نسمة حسب تعداد اليمن لعام 2004.